# Tomáš Kňourek
Tomáš Kňourek (* 29. května 1972) je český novinář, v letech 2013 až 2025 člen Rady Českého rozhlasu (v letech 2016 až 2018 a opět v letech 2020 až 2023 její místopředseda).

## Život
V letech 1986 až 1990 vystudoval střední ekonomickou školu a v letech 1990 až 1992 nástavbové studium cestovního ruchu na obchodní akademii. V roce 1995 studoval na jazykové škole v australském Sydney. Při zaměstnání pak v letech 2009 až 2013 absolvoval pražskou Vysokou školu finanční a správní (získal tak titul Bc.). Aktivně se domluví anglicky, částečně i německy.
Pracovní kariéru začínal v Hospodářských novinách, kde v letech 1996 až 1999 působil jako redaktor a editor. V roce 2000 krátce pracoval na pozici editora v Mladé frontě DNES, aby se mezi roky 2001 a 2002 vrátil do Hospodářských novin jako editor.
V letech 2003 až 2005 byl tiskovým mluvčím městské části Praha 8. Dlouhodobě pracoval jako šéfredaktor radničních listů Prahy 8 Osmička, odkud dostal v roce 2015 výpověď. Ve funkci šéfredaktora opakovaně čelil kritice za tisk tendenčních článků a za malý prostor pro opoziční politiky. V roce 2006 krátce působil jako ekonomický redaktor v České tiskové kanceláři (ČTK). Od roku 2007 pracoval na pozici referenta odboru kultury městské části Praha 8.

## Radní ČRo
V únoru 2013 byl zvolen Poslaneckou sněmovnou PČR členem Rady Českého rozhlasu. V prvním kole volby získal 86 hlasů ze 180 možných, to ale nestačilo, postoupil však do kola druhého. V něm již obdržel 105 hlasů ze 153 možných a byl zvolen. Do Rady ČRo jej navrhlo občanské sdružení ARTEKO. Na konci dubna 2016 se stal místopředsedou rady, tuto funkci zastával do dubna 2018. Mandát člena Rady Českého rozhlasu mu zanikl v únoru 2019.
Dne 13. března 2019 byl opět zvolen členem Rady Českého rozhlasu, získal podporu 95 poslanců (ke zvolení bylo třeba 88 hlasů). V květnu 2020 se pak stal místopředsedou rady. Funkci místopředsedy zastával do října 2023.
Jeden den před ruskou invazí na Ukrajinu se pokusil Kňourek prosadit na zasedání Rady ČRo usnesení o "jednotvárném a nepluralitním" pohledu Českého rozhlasu na Rusko a politiku Kremlu. Žádný z radních Kňourkovu výzvu nepodpořil.
Mandát člena Rady ČRo zastával do poloviny března 2025.

### Kauza „porno na Vltavě“
Když v červenci 2018 odvysílala rozhlasová stanice Vltava hudebně literární pořad „Ahoj! aneb Na počátku byla voda“, prohlásil Kňourek, že v pořadu zazněla „tvrdá pornografie“. Konkrétně se jednalo o pasáž citovanou z knihy Linie krásy od britského spisovatele Alana Hollinghursta. Konkrétně se jednalo o větu "…provokující penis, který mu zrovna teď trčel nad koulemi drze jako vykřičník."  Sám Kňourek pak ke kauze pro Parlamentní listy dodal: „Alan Hollinghurst je podle mě homosexuální aktivista převlečený za spisovatele. Uvedené oplzlosti svědčí o úrovni společenského života Velké Británie, země, která je dobrovolně zaplavována tou nejodpudivější formou islámu, kdy do některých městských čtvrtí domorodci raději nechodí, ‚lidé‘ se asi z dlouhé chvíle polévají kyselinou a bodají nožem. Fakt, že je zde za slavného spisovatele vydáván chlípník, nelegitimuje Český rozhlas, aby takové prasečiny poslouchaly naše děti. Tak špatně, jak dnešní Velká Británie, na tom ještě Česká republika není a doufám, že nikdy nebude.“